# Officine Meccaniche Torinese

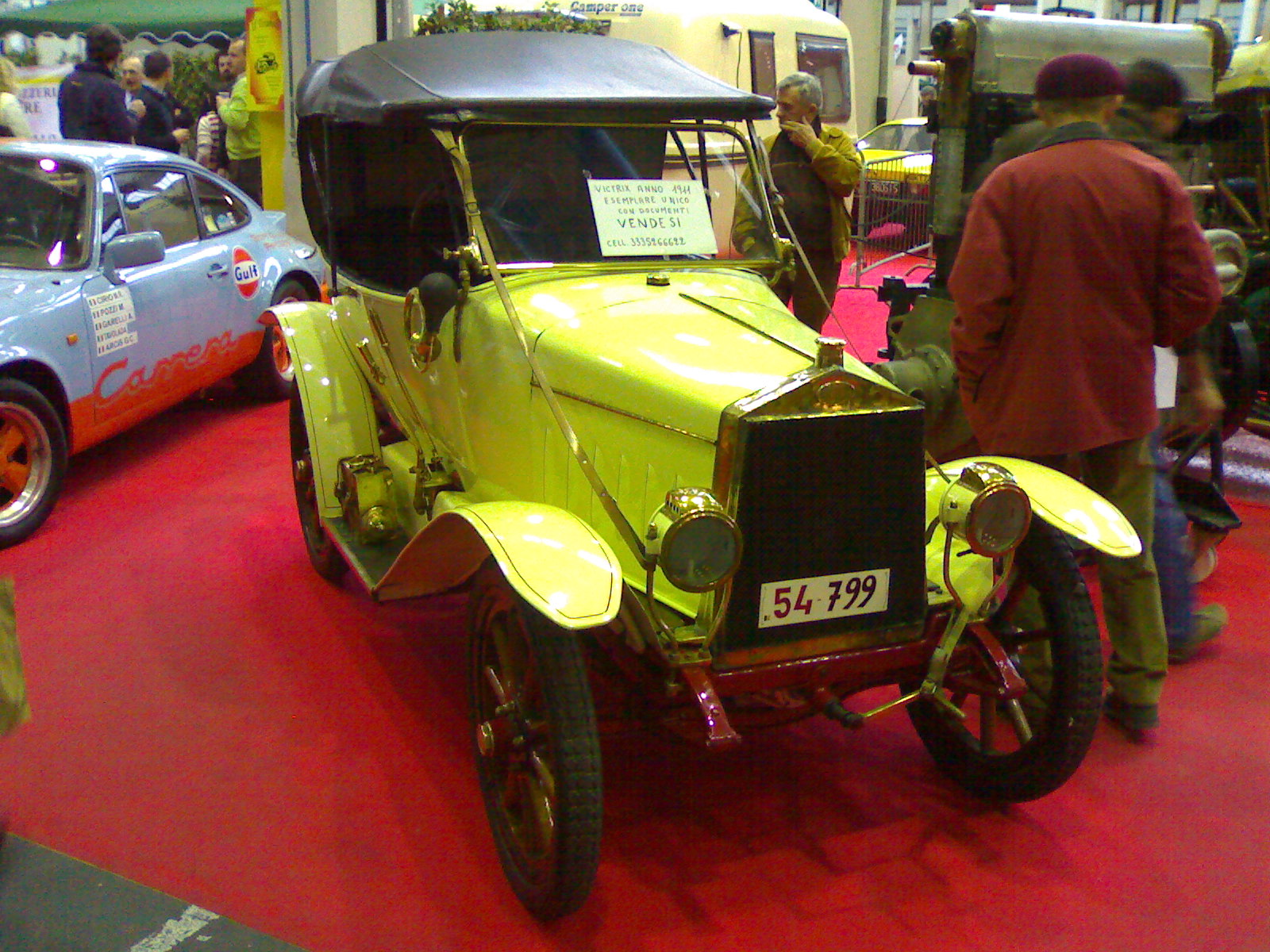
OMT Victrix

Officine Meccaniche Torinese war ein italienischer Hersteller von Automobilen.

## Unternehmensgeschichte
Das Unternehmen Officine Meccaniche Torinese aus Turin war das Nachfolgeunternehmen von Peugeot-Croizat und begann 1907 mit der Produktion von Automobilen. 1913 endete die Produktion.

## Fahrzeuge
Anfangs wurden Modelle von Peugeot in Lizenz montiert. 1913 kam das selbst entwickelte Modell Victrix dazu. Es war mit einem Einzylindermotor mit 700 cm³ Hubraum ausgestattet und bot Platz für vier Personen.
Ein Fahrzeug dieser Marke gehört zur Sammlung des Museo Nazionale dell’Automobile in Turin.